# Risque sismique à Malte
Pour un article plus général, voir Risque sismique.
Le risque sismique à Malte est considéré comme assez faible avec peu de dégâts historiques recensés et aucune victime connue. L'archipel est pourtant dans une zone de potentiel sismique important, et le risque sur la population est probablement sous-évalué.

## Tectonique

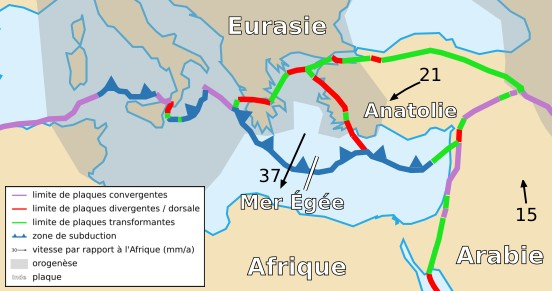
carte de la tectonique des plaques en Méditerranée orientale

L'archipel maltais repose sur le plateau pélagien, une partie assez stable du plateau continental africain. Les îles sont situées environ 200 km au sud de la faille de subduction entre les plaques africaine et eurasiatique. Le plateau pélagien forme une plateforme peu profonde, séparant le bassin ionien du bassin méditerranéen occidental, et situé approximativement sous le canal de Sicile. Le plateau est traversé par une zone de rift formée de trois grabens : le graben de Pantelleria, celui de Malte et celui de Linosa. Ces grabens sont reliés à un système de failles d'orientation NO-SE (et parfois O-E) à décrochement dextre, qui sont les responsables des principaux séismes de la région. Il existe également une petite composante à décrochement senestre.
Les îles elles-mêmes sont constituées de roches calcaires des époques géologiques Oligocène et Miocène appartenant à l'ère Cénozoïque.

## Liste des principaux tremblements de terre
Avant le XXe siècle et les premiers enregistrements sismiques dans la région, les informations sur les différents séismes maltais ont été recherchés dans les archives. Celles-ci sont surtout conservées à partir de l'arrivée des chevaliers de l'Ordre de Saint-Jean de Jérusalem en 1530, puis sous la domination britannique. Plus tard, la localisation des épicentres des séismes du canal de Sicile est restée assez médiocre, en raison d'un réseau insuffisant en stations sismiques, surtout avant 1980. 

### Tableau des principaux séismes depuis 1500
| année | date                   | localisation de l'épicentre           | coordonnées                  | Intensité maximum à Malte | Intensité du séisme | Magnitude du séisme (Mw) |
| ----- | ---------------------- | ------------------------------------- | ---------------------------- | ------------------------- | ------------------- | ------------------------ |
| 1542  | 10 décembre vers 15h15 | est de la Sicile                      | 37° 12′ N, 14° 54′ E         | VII                       | X                   | 6,6                      |
| 1562  | 8 mars, matin          |                                       |                              | V ?                       |                     |                          |
| 1636  | 1er septembre          |                                       |                              | V ?                       |                     |                          |
| 1693  | 11 janvier vers 13h30  | est de la Sicile                      | 37° 11′ N, 15° 01′ E         | VII-VIII                  | XI                  | 7,4                      |
| 1743  | 20 février vers 16h30  | Mer Ionienne                          | 39° 52′ N, 18° 47′ E         | VII                       | IX                  | 6,9                      |
| 1789  | 19 janvier, matin      | canal de Sicile ?                     |                              | V ?                       |                     |                          |
| 1793  | 26 février, matin      | canal de Sicile ?                     |                              | V ?                       |                     |                          |
| 1848  | 11 janvier vers midi   | est de la Sicile                      | 37° 12′ N, 15° 12′ E         | V                         | VIII-IX             | 5,5                      |
| 1856  | 12 octobre vers 0h45   | Crète                                 | 37° 12′ N, 15° 12′ E         | VII                       |                     | 7,7                      |
| 1856  | 8 février vers 23h45   | canal de Sicile ?                     |                              | V ?                       |                     |                          |
| 1886  | 15 août vers 2h45      | canal de Sicile ?                     |                              | V ?                       |                     |                          |
| 1886  | 27 août vers 22h       | Mer Égée ?                            | 36° 24′ N, 27° 12′ E ?       | VI-VII                    | XI                  | 7,3                      |
| 1911  | 30 septembre à 9h25    | canal de Sicile ?                     | 36° 24′ N, 13° 30′ E ?       | VII                       |                     |                          |
| 1923  | 18 septembre à 7h30    | canal de Sicile ?                     | 35° 30′ N, 14° 30′ E ?       | VI                        |                     |                          |
| 1926  | 26 juin à 19h46        | Mer Égée                              | 36° 30′ N, 27° 30′ E ?       | V                         |                     | 7,6                      |
| 1972  | 21 mars à 23h06        | canal de Sicile                       | 35° 48′ N, 15° 00′ E ?       | V                         |                     | 4,5                      |
| 2022  | 22 novembre à 12h40    | 15 km au nord-nord-ouest de Iż-Żebbuġ | 36° 11′ 56″ N, 14° 10′ 01″ E | V                         |                     | 4,5                      |
| 2023  | 22 avril à 12h20,      | 108km au sud-est de Birżebbuġa        | 35° 01′ 34″ N, 15° 13′ 08″ E | V                         |                     | 5,5                      |

### Détails des principaux séismes

#### Séisme du 10 décembre 1542
La Chronique Sicilienne du XVIe siècle rapporte que le séisme a été fortement ressenti à Malte où quelques maisons s'effondrent.

#### Séisme du 11 janvier 1693

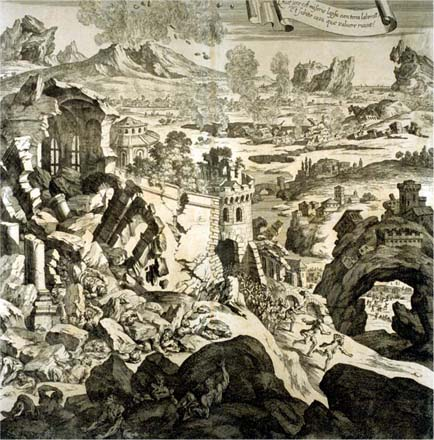
Gravure sur cuivre allemande de 1696 sur le tremblement de terre de Sicile

Le séisme du 11 janvier 1693 au Val di Noto, est le plus important ressenti à Malte depuis le XVIe siècle. En Sicile, il cause la mort d'environ 60 000 personnes. Avec une magnitude de 7,4, il est considéré comme le plus puissant tremblement de terre de l'histoire italienne. Le séisme est précédé le 9 janvier d'un tremblement de terre précurseur d'une magnitude d'environ 5,9 qui est bien ressenti mais sans dégâts. 
À Malte, le séisme provoque un mouvement de panique dans la population, de nombreux Maltais refusent de regagner leurs habitations pendant les nuits suivantes, et se réfugient dans des tentes ou des abris souterrains. Aucune victime n'est déplorée. L'Ordre délègue son ingénieur en chef, Mederico Blondel, pour recenser les dégâts. À La Valette, aucun bâtiment ne sort indemne du séisme, de simples fissures à la démolition intégrale. Les autres villes du Grand Port sont beaucoup moins touchées. En revanche, la vieille ville de Mdina est d'autant plus touchée que beaucoup de bâtiments étaient anciens et mal entretenus. La cathédrale Saint-Pierre-et-Saint-Paul de Mdina, notamment s'effondre partiellement. Mais la cathédrale était déjà sérieusement délabrée avant le séisme, une reconstruction était d'ailleurs déjà prévue. Toujours à Mdina, la Banca Giuratale est également endommagé, elle sera reconstruite en 1726 par Charles François de Mondion. À Rabat, le clocher et l'abside de l'église Saint-Paul s'effondrent. La chapelle Santa Marija Tal-Virtù est détruite, elle semble être située sur une zone d'altitude, particulièrement sensible aux séismes.

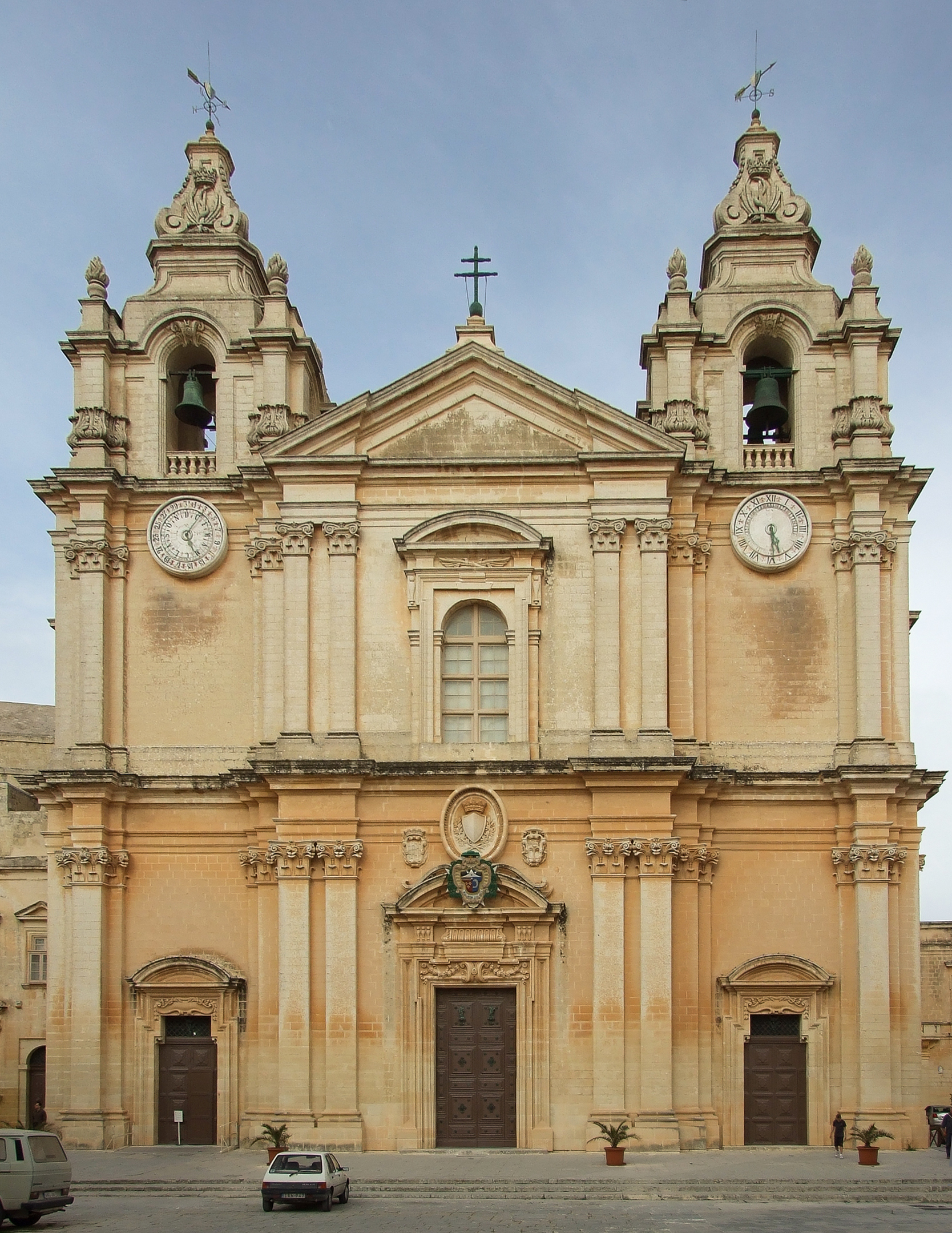
Cathédrale de Mdina, reconstruite après le séisme de 1693, endommagée par celui de 1743

À Gozo, des murs de la citadelle sont endommagés, mais Blondel note que ces dommages étaient plus imputables à « de longues années de négligences ». Quant à la cathédrale Notre-Dame-de-l'Assomption de Gozo, elle perd également son clocher.
Au vu de l'importance des dégâts matériels à Malte, il a été attribué au séisme une intensité maximum de VII à VIII.

#### Séisme du 20 février 1743
L'historien local Gian Pietro Francesco Agius de Soldanis raconte le séisme dans son ouvrage paru 3 ans plus tard seulement : « ...À 17h, un violent tremblement de terre secoua les îles maltaises. Il dura sept minutes. Il fit de grands dégâts dans les deux îles. À Gozo, l'église Saint-Georges, Saint-Jacques et la chapelle Notre-Dame à Qala furent grandement endommagées. À Malte, l'église Saint-Jean à La Valette, la cathédrale de Mdina et plusieurs autres églises furent également touchées. À Wardija près de Qala, les gens racontèrent avoir vu la terre se soulever et retomber avec tant de force que le sol sembla rester flotter en l'air et provoqua un nuage de poussière qui dura longtemps. Plusieurs collines à Gozo s'émiettèrent. »
Un document des archives de la cathédrale Mdina décrit comment le coppolino (petit dôme) de la cathédrale s'effondre dans l'église, la partie arrière du chœur est détruite et le clocher lourdement endommagé. La cathédrale est tellement fissurée de toutes parts que « même le sonneur de cloche n'osait y pénétrer de peur de voir le bâtiment s'écrouler ». Un rapport de six architectes décrit dans la cathédrale les quatre grandes fissures d'environ 3 cm de large sur toute la longueur de la coupole, ainsi que le descellement de la plupart des pierres de la coupole, et de graves dommages dans les murs du chœur.

#### Séisme du 12 octobre 1856
L'épicentre se situe près de la Crète qui est très sévèrement touchée par ce séisme particulièrement violent (certains registres sismiques lui attribuent une magnitude de 8,2), faisant de nombreuses victimes en Crète. Malgré une distance de plus de 1 000 km de l'épicentre, le séisme est violemment ressenti à Malte, comme en témoignent les journaux de l'époque. La population est réveillée en pleine nuit par un grondement sourd et un mouvement du sol qui dure entre 22 et 60 secondes. Presque toutes les maisons de La Valette sont endommagées, de même que des maisons à Gozo, notamment dans les étages supérieurs. De nombreuses églises sont touchées, et en particulier une fois de plus la cathédrale de Mdina. Le clocher de l'église des Carmélites à Mdina est si fissuré qu'il faudra le reconstruire. Une chapelle sur l'îlot de Filfola est détruite.

#### Séisme du 27 août 1886
Une fois de plus, les journaux locaux rapportent une panique générale de la population réveillée par le séisme et qui se rue hors des habitations. Quelques bâtiments sont touchés, dont le plafond du palais de justice de La Valette. Pour une fois, la cathédrale de Mdina est peu touchée.

#### Séisme du 30 septembre 1911

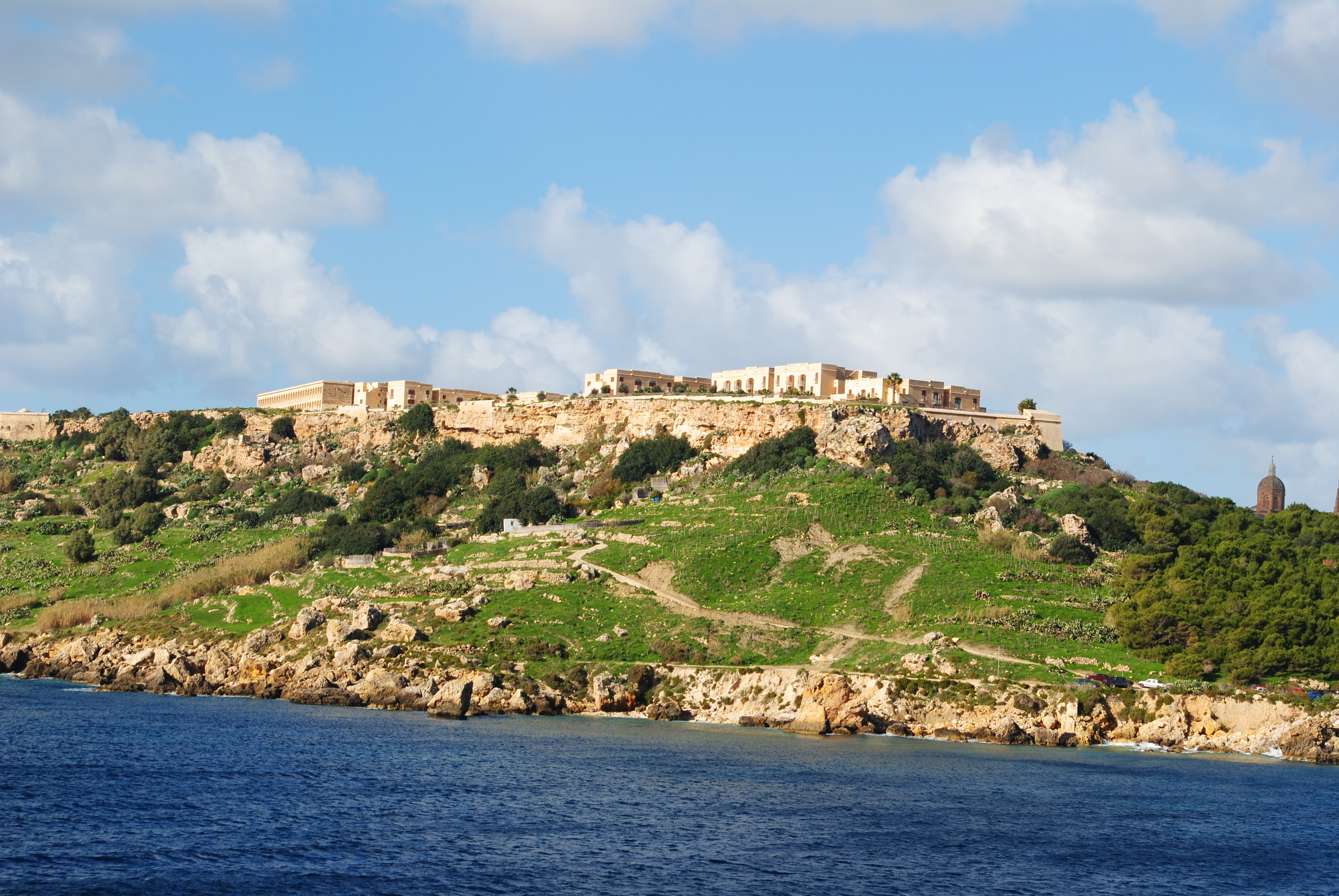
Le fort Chambray à Gozo

Ce séisme a été nettement plus ressenti à Gozo qu'à Malte. Les journaux rapportent l'apparition de fissures profondes dans les dômes et les clochers de plusieurs églises, en particulier à Rabat, Nadur et Gharb, ainsi que dans les murs de plusieurs bâtiments publics à Rabat. De nombreuses constructions rurales sont totalement détruites. Le fort Chambray est profondément touché. Plusieurs glissements de terrain sont également signalés sur l'île de Gozo. À Malte, les dégâts sont limités à quelques fissures.

#### Séisme du 18 septembre 1923
Ce séisme est le premier depuis l'installation d'un sismographe de type Milne à La Valette. Malheureusement, il semble n'avoir pas fonctionné et n'a donné aucune donnée utile ; les données sismologiques sont donc incertaines. Le choc semble avoir été le plus ressenti autour de la zone portuaire. Quelques dégâts sont rapportés comme des effondrements de croix en pierre sur des églises ou des fissures dans les dômes. L'atteinte la plus importante semble être celle de l'église Saint-Paul à Rabat. La chapelle Santa Marija Tal-Virtù est fortement endommagée et restera inutilisée pendant plus de 70 ans.

### Détails des principaux tsunamis

#### Tsunami du 16 janvier 1693
Le tsunami du 16 janvier 1693 est contemporain du fort séisme ressenti le même jour. Agius de Soldanis raconte comment la mer à Xlendi s'est reculé d'un mille avant de revenir avec force, décrivant parfaitement le phénomène du tsunami.

#### Tsunami du 28 décembre 1908
Correspond à un séisme du détroit de Messine. Au moins trois grandes vagues provoquèrent d'importants dégâts et plusieurs victimes dans l'est de la Sicile. Les vagues de ce tsunami atteignent les rivages de Malte une heure plus tard, provoquant des inondations
à Msida dont une partie de la vieille ville est endommagée. À Marsaxlokk une vague moussante traverse la route principale pour atteindre l'église Saint Pierre. À Sliema, la mer se retire avant de revenir avec force. Le niveau de mer est enregistré comme anormalement élevées dans le Grand Port. Plusieurs bateaux de pêche sont endommagés ou détruits, mais aucun décès n'est déploré.

### Activité sismique récente
Début 2023, Malte connait une vague d'activité sismique, avec des dizaines de secousses enregistrées en quelques semaines. La plus importante est ressentie le 22 avril avec un séisme évalué à 5,5.

## Évaluation du risque sismique
Le risque sismique a été évalué à un évènement d'intensité VIII tous les 1000 ans et un évènement d'intensité VI tous les 92 ans. Historiquement, depuis 1530, un séisme d'intensité VII-VIII est rapporté, de même qu'au moins 4 évènements d'intensité VII. 
Le risque d'une vague de tsunami entre 4 et 7 m de haut est estimé possible tous les 600 à 1500 ans. La survenu d'un évènement comparable à celui de 1693 pourrait avoir de graves conséquences humaines et économiques depuis que les zones proches de la mer se sont largement construites, en particulier pour l'activité touristique dans la région de Sliema.

## Intégration du risque dans les normes de construction
Malgré un projet de loi, aucune norme para-sismique n'est actuellement imposée pour les constructions alors que le rythme de la construction immobilière s'accélère et que de nombreux bâtiments à plusieurs étages voient le jour. Le risque est encore majoré par l'habitude de construire en maçonnerie non armée, intégrant de lourds planchers et toitures en béton avec souvent de larges caves utilisées comme garage, ce type de construction étant connu comme particulièrement sensibles aux séismes.